# Thiruvaiyaru
Thiruvaiyaru es una ciudad y nagar Panchayat situada en el distrito de Thanjavur en el estado de Tamil Nadu (India). Su población es de 16164 habitantes (2011). Se encuentra a 11 km de Thanjavur y a 35 km de Kumbakonam.

## Demografía
Según el censo de 2011 la población de Thiruvaiyaru era de 16164 habitantes, de los cuales 7895 eran hombres y 8269  eran mujeres. Thiruvaiyaru tiene una tasa media de alfabetización del 89,73%, superior a la media estatal del 80,09%: la alfabetización masculina es del 92,73%, y la alfabetización femenina del 85,96%.